# Estonia la Jocurile Olimpice de vară din 2012
Estonia a participat la Jocurile Olimpice de vară din 2012 din Londra, Regatul Unit în perioada 27 iulie - 12 august 2012, cu o delegație de 32 de sportivi care a concurat la 11 sporturi. S-a aflat pe locul 63 în clasamentul pe medalii.

## Medaliați
| Medalie | Nume        | Sport    | Probă              |
| ------- | ----------- | -------- | ------------------ |
| Argint  | Heiki Nabi  | Lupte    | greco-roman 120 kg |
| Bronze  | Gerd Kanter | Atletism | aruncarea discului |

|  | Acest articol despre sport este un ciot. Puteți ajuta Wikipedia prin completarea lui! |